# Batesville (Indiana)
Batesville is een plaats (city) in de Amerikaanse staat Indiana, en valt bestuurlijk gezien onder Franklin County en Ripley County.

## Demografie
Bij de volkstelling in 2000 werd het aantal inwoners vastgesteld op 6033.
In 2006 is het aantal inwoners door het United States Census Bureau geschat op 6444, een stijging van 411 (6,8%).

## Geografie
Volgens het United States Census Bureau beslaat de plaats een oppervlakte van
15,3 km², waarvan 15,1 km² land en 0,2 km² water. Batesville ligt op ongeveer 276 m boven zeeniveau.

## Plaatsen in de nabije omgeving
De onderstaande figuur toont nabijgelegen plaatsen in een straal van 20 km rond Batesville.